# باتريك ريان
باتريك ريان (بالإنجليزية: Patrick Ryan)‏ هو فلاح أمريكي، ولد في 4 يناير 1881 في ليمريك في جمهورية أيرلندا، وتوفي بنفس المكان في 13 فبراير 1964.

## وصلات خارجية
- باتريك ريان على موقع الاتحاد الدولي لألعاب القوى (الإنجليزية)
- باتريك ريان على موقع الاتحاد الأمريكي لسباقات المضمار والميدان (الإنجليزية)
- باتريك ريان على موقع الاتحاد الأمريكي لسباقات المضمار والميدان (الإنجليزية)
- باتريك ريان على موقع اللجنة الأولمبية الدولية (الإنجليزية)
- باتريك ريان على موقع أوليمبيديا (الإنجليزية)